# Ambasciatore d'Italia in Marocco
L'ambasciatore d'Italia in Marocco (in arabo: سفير الأيطاليا في المغرب) è il capo della missione diplomatica della Repubblica Italiana nel Regno del Marocco.
Dal 4 luglio 2025 l'ambasciatore d'Italia in Marocco è Pasquale Salzano.

## Lista
| Ambasciatore               | Dal               | Al                |
| -------------------------- | ----------------- | ----------------- |
| Renato Bova Schioppa       | 1º ottobre 1956   | 1958              |
| Michele Lanza              | 1958              | 1964              |
| Nicolò Di Bernardo         | 1964              | 1968              |
| Amedeo Guillet             | 1968              | 1971              |
| Giovanni Lodovico Borromeo | 1971              | 1976              |
| Francesco Mezzalama        | 1976              | 1980              |
| Alberto Ramasso Valacca    | 1980              | 1986              |
| Antonello Pietromarchi     | 1986              | 1990              |
| Giuseppe Panocchia         | 1990              | 1995              |
| Emilio Destefanis          | 1995              | 1998              |
| Guido Martini              | 14 gennaio 1998   | 2002              |
| Alberto Candilio           | 8 febbraio 2002   | 2006              |
| Umberto Lucchesi Palli     | 2 novembre 2006   | 2010              |
| Giorgio Cherubini          | 2010              | 2013              |
| Roberto Natali             | 23 settembre 2013 | 25 settembre 2017 |
| Barbara Bregato            | 25 settembre 2017 | 1 marzo 2021      |
| Armando Barucco            | 1 marzo 2021      | 4 luglio 2025     |
| Pasquale Salzano           | 4 luglio 2025     | in carica         |